# Slovakiet ved sommer-OL 2016
Slovakiet deltog ved Sommer-OL 2016 i Rio de Janeiro som blev arrangeret i perioden 5. august til 21. august 2016.

## Medaljer
| 2016 Rio de Janeiro | Guld | Sølv | Bronze | Total |
| Slovakiet           | 2    | 2    | 0      | 4     |

### Medaljevinderne
| Slovakiet under sommer-OL 2016 i Rio de Janeiro | Slovakiet under sommer-OL 2016 i Rio de Janeiro | Slovakiet under sommer-OL 2016 i Rio de Janeiro | Slovakiet under sommer-OL 2016 i Rio de Janeiro | Slovakiet under sommer-OL 2016 i Rio de Janeiro |
| Medalje                                         | Navn                                            | Sport                                           | Event                                           | Dato                                            |
| ----------------------------------------------- | ----------------------------------------------- | ----------------------------------------------- | ----------------------------------------------- | ----------------------------------------------- |
| Guld                                            | Ladislav Škantár Peter Škantár                  | Kano og kajak                                   | Mændenes slalom C-2                             | 11. august                                      |
| Guld                                            | Matej Tóth                                      | Atletik                                         | Mændenes 50 km walk                             | 19. august                                      |
| Sølv                                            | Matej Beňuš                                     | Kano og kajak                                   | Mændenes slalom C-1                             | 9. august                                       |
| Sølv                                            | Tibor Linka Denis Myšák Juraj Tarr Erik Vlček   | Kano og kajak                                   | Mændenes K-4 1000 m                             | 20. august                                      |

## Svømning

### Resultater
| Dato      | Disciplin       | H/D    | Udøver               | Indledende heat | Indledende heat | Semifinale          | Semifinale          | Finale              | Finale              |
| Dato      | Disciplin       | H/D    | Udøver               | Tid             | Placering       | Tid                 | Placering           | Tid                 | Placering           |
| --------- | --------------- | ------ | -------------------- | --------------- | --------------- | ------------------- | ------------------- | ------------------- | ------------------- |
| 6. august | 100 m butterfly | Damer  | Katarína Listopadová | 59,57           | 29              | ude af konkurrencen | ude af konkurrencen | ude af konkurrencen | ude af konkurrencen |
| 6. august | 400 m IM        | Herrer | Richard Nagy         | 4:13,87 NR      | 9               | N/A                 | N/A                 | ude af konkurrencen | ude af konkurrencen |
| 6. august | 100 m bryst     | Herrer | Tomáš Klobučník      | 1:02,93         | 42              | ude af konkurrencen | ude af konkurrencen | ude af konkurrencen | ude af konkurrencen |
| 7. august | 100 m ryg       | Damer  | Katarína Listopadová | 1:01,43         | 22              | ude af konkurrencen | ude af konkurrencen | ude af konkurrencen | ude af konkurrencen |